# Dmitry Danilovich Lelyushenko
Dmitry Danilovich Lelyushenko (tiếng Nga: Дми́трий Дани́лович Лелюше́нко, tiếng Ukraina: Дмитро Данилович Лелюшенко; 2 tháng 11 [lịch cũ 20 tháng 10] năm 1901 - 20 tháng 7 năm 1987) là một tướng lĩnh Liên Xô trong Chiến tranh Vệ quốc Vĩ đại, cấp bậc cao nhất là Đại tướng (1959).
Ông từng hai lần được phong danh hiệu Anh hùng Liên Xô (7/4/1940 và 5/4/1945), Anh hùng Tiệp Khắc (30/5/1970). Thành viên của CPSU từ năm 1924.
Năm 1941, trong những tháng đầu tiên của Chiến tranh Vệ quốc Vĩ đại, Dmitry Lelyushenko đã trở thành người có ảnh hưởng mạnh mẽ trong quá trình bảo vệ Moskva chống lại cuộc xâm lược của Đức. Những thành tích chỉ huy chiến trường của ông sau đó phần lớn đã thành công và các hoạt động cuối cùng của ông vào năm 1945 là chỉ đạo các lực lượng trong các cuộc tấn công của Hồng quân vào cả Berlin và Praha.

## Thiếu thời
Dmitry Lelyushenko sinh năm 1901 ở Rostov Oblast. Ông là người Ukraina. Ở tuổi 17, Lelyushenko tham gia lực lượng kỵ binh của Semyon Budyonny trong lực lượng Bolshevik trong Nội chiến Nga. Được chọn làm sĩ quan sau chiến tranh, ông hoàn thành khóa học quân sự vào năm 1933 tại Học viện Quân sự MV Frunze và chuyển đến một lữ đoàn cơ giới trước khi thăng cấp lên cấp thiếu tá và chỉ huy một trung đoàn xe tăng ở Quân khu Moskva.

## Chiến dịch ở Ba Lan và Chiến tranh Mùa đông
Trong phản ứng của Liên Xô trước cuộc xâm lược của Đức vào Ba Lan, Lelyushenko, khi đó ở cấp bậc đại tá, được bổ nhiệm quyền chỉ huy Lữ đoàn xe tăng hạng nhẹ độc lập số 39, với sức mạnh chủ yếu là xe tăng hạng nhẹ T-26, tiến vào khu vực khi đó là miền đông Ba Lan (Ruthenia, Vilnius và Tây Belarus). Tuy nhiên ngay sau đó, vào tháng 12 năm 1939, Lữ đoàn di chuyển lên phía bắc để tham gia các chiến dịch của Hồng quân chống lại người Phần Lan. Với cấp bậc Lữ đoàn trưởng (комбриг), Lelyushenko chỉ đạo các cuộc tấn công bằng xe tăng nhằm vào phòng tuyến Mannerheim của Phần Lan trong giai đoạn từ tháng 2 đến tháng 3 năm 1940. Ông nhận được danh hiệu Anh hùng Liên Xô do lòng sự dũng cảm cá nhân. Lữ đoàn của ông cũng được trao Huân chương Lenin do thành tích trong chiến dịch này.

## Cuộc xâm lược của Đức
Bước thăng tiến sự nghiệp nhanh chóng của Lelyushenko một phần là do cuộc thanh trừng của quân đội Liên Xô trước đây tạo ra một môi trường cơ hội, nhưng chủ yếu cũng do danh tiếng mà ông đạt được ở Phần Lan, nơi ông đã phát triển các chiến thuật hợp tác bộ binh thành công. Mùa xuân năm 1941, Lelyushenko giữ quân hàm thiếu tướng và được chỉ định làm tư lệnh Quân đoàn cơ giới 21, đóng tại quân khu Moskva. Khi đó, biên chế một quân đoàn cơ giới của Liên Xô bao gồm 2 sư đoàn xe tăng và 1 sư đoàn súng trường cơ giới. Lực lượng xe tăng chủ lực là loại BT7 và T26; các mẫu T34 và KV-1 mới sau này đã gây cho quân Đức rất nhiều rắc rối, khi đó vận chưa sẵn sàng về số lượng.
Ngày 23 tháng 6 năm 1941, một ngày sau khi Đức tiến hành Chiến dịch Barbarossa, Lelyushenko bắt đầu tổ chức lại bộ chỉ huy của mình để chống lại các mối đe dọa cụ thể do cuộc xâm lược của Đức. Thương vong bắt đầu gia tăng khi máy bay Đức đánh phá các khu vực tập kết phân tán của đơn vị.
Lelyushenko bắt đầu cuộc chiến của mình bằng một cuộc tấn công tại Daugavpils vào ngày 28 tháng 6, nơi Quân đoàn của ông tấn công mạnh vào Quân đoàn thiết giáp 56. Điều này đã được ghi nhận bởi tướng von Manstein, trong cuốn sách "Những ký ức đã mất", nơi ông mô tả vị thế của quân Đức liên tục trở nên "khá nghiêm trọng" trước khi họ có thể giành lại quyền kiểm soát.
Tuy nhiên, nhìn chung, quân đội Liên Xô gặp nhiều khó khăn. Chính vì vậy, những chỉ huy có tính cách mạnh mẽ như Lelyushenko mới tỏa sáng trong khi tình chiến trường thay đổi liên tục. Được bổ sung vào Phương diện quân Tây Bắc, Lelyushenko sau đó được nhận Huân chương Sao đỏ vì sự phòng thủ ngoan cường của đơn vị khi lực lượng Liên Xô bị đánh lui 450 km trong 18 ngày.
Vào tháng 8, Lelyushenko được Stalin triệu tập và giao nhiệm vụ thành lập 22 lữ đoàn xe tăng - một đội hình biên chế mới - được trang bị xe tăng T34 và KV1. Trên cương vị này, ông đã chỉ huy nhiều 'ngôi sao' của lực lượng thiết giáp Liên Xô trong tương lai, chẳng hạn như Rotmistrov, Katukov, Solomatin. Tất cả đều là chỉ huy lữ đoàn dưới quyền Lelyushenko.

## Moskva
Đến cuối tháng 9, tình hình trở nên nghiêm trọng và trong một sự thay đổi rõ ràng, Lelyushenko đã được Stavka giao trách nhiệm thành lập Quân đoàn súng trường đặc nhậm Cận vệ 1 gần tiền tuyến để bảo vệ các hướng tiếp cận Moskva và đặc biệt là đường cao tốc chính từ Oryol. Lực lượng trong tay ông thực tế chỉ có Trung đoàn mô tô hóa 36 và Trường Pháo binh Tula sẽ được sử dụng để kìm hãm bước tiến của quân Đức, trong khi thu thập các lực lượng đang rút lui. Chiến thuật này đã được chấp thuận và sau khi mất Oryol, Mtsensk, trên sông Zusha, đã trở thành 'ranh giới đỏ' không thể lùi. Quân đoàn mới thành lập đóng quân tại đây ngày 4 tháng 10 năm 1941 khi đối mặt với cuộc tiến công.
Lúc này, lực lượng ngăn chặn của Lelyushenko được tổ chức không chỉ theo biên chế mới, mà một phần còn được trang bị mới. Ví dụ, Lữ đoàn xe tăng 4 của Katukov được trang bị đầy đủ T34 mới, vào thời điểm đó được cho là loại xe tăng chiến đấu tốt nhất của Liên Xô.
Trong các trận chiến sau đó cho đến ngày 11 tháng 10, Lelyushenko đã thành công trong một nhiệm vụ khá sống còn. Thành lập một quân đoàn khi đối mặt với kẻ thù, cuối cùng ông đã chiến đấu chống lại Cụm Panzer của Guderian ở hướng tiếp cận phía nam Moskva. Cá nhân ông được Stalin cảm ơn trong nhật lệnh vì hành động này được cho là đã cứu được thủ đô của Liên Xô và bắt đầu gợi ý về một dấu ấn cao độ của cuộc xâm lược tổng thể. Hồi ký của Guderian lưu ý rằng ở giai đoạn này đối với người Đức "triển vọng về những chiến thắng… nhanh chóng đang mờ dần".
Ngày 16 tháng 10, đơn vị của Lelyushenko bảo vệ khu vực Borodino lịch sử dọc theo đường cao tốc Moskva. Tại đây, ông bị thương khi buộc phải chiến đấu trực tiếp cùng với lữ đoàn xe tăng dự bị chống lại cuộc tấn công của quân Đức. Sau khi bình phục, vào giữa tháng 11, Lelyushenko được giao phụ trách Tập đoàn quân 30, vẫn ở phía trước Moskva. Quân Đức đã bị cầm chân trong một cuộc giao tranh cực kỳ khốc liệt, đủ thời gian để ngày 1 tháng 12, phía Liên Xô có thể lên kế hoạch cho một cuộc phản công mạnh mẽ vào mùa đông.
Tính trong năm 1941, Lelyushenko đã tham gia cuộc chiến phòng thủ Moskva từ ba hướng khác nhau, và đều thành công. Việc chiếm được thủ đô của Liên Xô đã không còn là phương án hiện thực với quân Đức, mà trong năm sau đó phải đổi hướng về phía nam và cuối cùng đâm đầu vào thất bại Stalingrad.

## Các hoạt động xung quanh Stalingrad
Tháng 11 năm 1942, sau khi công cuộc phòng thủ Moskva bước vào giai đoạn ít khó khăn hơn so với trước, Lelyushenko được điều động về phía nam, nắm quyền chỉ huy Tập đoàn quân cận vệ số 1. Ở giai đoạn này của sự nghiệp, ông đã nhận được Huân chương Lenin và được thăng quân hàm trung tướng.
Nhiệm vụ đầu tiên trên cương với, ông chỉ huy tập đoàn quân tham gia Chiến dịch Sao Thiên Vương, nhằm bao vây Tập đoàn quân số 6 của Paulus tại Stalingrad. Đến ngày 23 tháng 11, nhiệm vụ hoàn tất, Lelyushenko tiến 55 km về phía Tây. Trong thời gian này, ông chính thức bị khiển trách vì thường xuyên vắng mặt tại bộ chỉ huy hậu phương do ông muốn trực tiếp ra mặt trận. Cuộc tấn công sau đó có mật danh là Chiến dịch Sao Thổ Nhỏ bắt đầu vào ngày 16 tháng 12 năm 1942 và Lelyushenko, lúc này chỉ huy Tập đoàn quân cận vệ 3, cùng với Quân đoàn cơ giới cận vệ 1, tiến sâu hơn 100 km vào hậu phương địch.

## Gia đoạn 1943-1944 và Chiến thắng của Liên Xô
Hai năm sau đó là thành công cho lực lượng dưới quyền chỉ huy của Lelyushenko. Mặc dù không trực tiếp tham gia vào Trận Vòng cung Kursk, họ vẫn là một phần của các cuộc tấn công chiến lược sau đó nhằm khai thác sự thất bại trong nỗ lực của quân Đức. Được trao quyền chỉ huy Tập đoàn quân xe tăng 4 vào tháng 3 năm 1944, đơn vị ông đã chiếm giữ Kamenets-Podolsky có giá trị chiến lược vào ngày 26 tháng 3 và mắc kẹt - ít nhất là trong một thời gian - với Tập đoàn quân thiết giáp số 1 của Đức.
Trong Chiến dịch Bagration mùa hè năm 1944, Lelyushenko chỉ huy Tập đoàn quân xe tăng 4 phối hợp với Tập đoàn quân xe tăng cận vệ 3 trong đội hình của Phương diện quân Ukraina 1 tiến về phía trước chống lại Cụm tập đoàn quân Bắc Ukraina của Đức. Ngày 27 tháng 7, hai tuần sau cuộc tấn công, các lực lượng này đã đánh chiếm Lviv và tập đoàn quân của Lelyushenko sau đó thiết lập được 200 km đầu cầu Wisła vào giữa tháng 8. Tuy nhiên, thương vong rất cao và tập đoàn quân phải dừng lại và bổ sung. Mãi đến năm sau, đơn vị của ông mới bắt đầu trở lại chiến trường.

## Đoạn cuối cuộc chiến
Ngày 11 tháng 1 năm 1945, Tập đoàn quân xe tăng 4 tấn công vào khu vực Keltse, xuyên qua các tuyến phòng thủ của Đức cho đến khi chạm trán với Quân đoàn thiết giáp 24 của Đức ở gần Maleshov. Lelyushenko đã trực tiếp chỉ huy trận chiến thiết giáp sau đó, trong đó có tới 1.000 xe tăng tham gia, đánh bại cuộc phản công của quân Đức và phá hủy phần lớn lực lượng dự bị của quân Đức, trước khi điều lực lượng của mình vượt sông Oder. Hành động này đã giúp ông giành được danh hiệu Anh hùng Liên Xô lần thứ hai.
Trong những tuần cuối cùng của cuộc chiến, Lelyushenko đã chỉ huy đơn vị thiết giáp của mình đầu tiên đến vùng ngoại ô Berlin, hỗ trợ cuộc tiến công vào thủ đô của Đế chế, và sau đó đến Praha, nơi họ cũng tham gia vào một cuộc tấn công thành phố.

## Lược sử quân hàm
- Thiếu tá (25.12.1935)
- Đại tá (29.10.1939)
- Lữ đoàn trưởng (комбриг; 1.04.1940)
- Thiếu tướng (4.06.1940)
- Trung tướng (2.01.1942)
- Thượng tướng (11.05.1944)
- Đại tướng (8.05.1959)

## Tác phẩm
- Лелюшенко Д. Д. Москва — Сталинград — Берлин — Прага. Записки командарма. — М.: Наука, 1987.
- Лелюшенко Д. Д. Заря победы. — М.: Воениздат, 1966. — (Военные мемуары). — 144 с., илл.